# 各年のフィジーの一覧

フィジーの国旗

各年のフィジーの一覧（かくねんのフィジーのいちらん）は、フィジーの各年ごとの記事の一覧。この一覧ではフィジーの各年ごとの記事の他、各世紀と各年代、フィジーの各分野における各年ごとの記事についても取り扱う。

## 一覧

### 21世紀
- 2000年代
  - 2006年のフィジー（英語版） 2007年のフィジー（英語版）
- 2010年代
  - 2014年のフィジー（英語版） 2017年のフィジー（英語版） 2018年のフィジー（英語版） 2019年のフィジー（英語版）
- 2020年代
  - 2020年のフィジー（英語版）